# ロッキー・ロメロ
ロッキー・ロメロ（英語: Rocky Romero、1982年10月28日 - ）は、キューバの男性プロレスラー。ハバナ出身。本名：ジョン・R・リベラ（英語: John R. Rivera）。

## 来歴

### デビュー初期 & 日本（1997 - 2002, 2004 - 2009）
高校時代はアマチュアレスリングのフリースタイルで活躍し、ロサンゼルス郊外にて柔術を学ぶ。1997年10月よりプロレスラーになるべくトレーニングを開始し、1998年6月、サンバーナーディーノを拠点とするエンパイア・レスリング・フェデレーション（Empire Wrestling Federation、略称 : EWF）のヴィクターヴィル大会にて、ロッキー・ロメロとしてデビューを飾る。デビューして間もなく、同郷のリッキー・レジェスとタッグチーム、ロス・キューバニートスを結成。同タッグとしてEWFタッグ王座を獲得したのを皮切りに、アルティメット・プロレスリング（Ultimate Pro Wrestling、略称 : UPW）、インターナショナル・レスリング・カウンシル（International Wrestling Council、略称 : IWC）、ミレニアム・プロレスリング（Millennium Pro Wrestling、略称 : MPW）といったインディペンデント団体のタッグ王座を次々と奪取。各団体を転戦していた時、UPW参戦時に知り合ったジャスティン・マッコリーの誘いで、サンタモニカを拠点とする新日本プロレス・ロサンゼルス道場の門を叩く。同じく入門したレジェスと共に、アントニオ猪木の指導の下に練習の日々を過ごし、2002年10月より新日本が主催する後楽園ホール大会に出場。キューバニートス改めハバナ・ピットブルズとして、ジャック・ザ・ブル & ピノイ・ボーイと対戦し勝利を収めた。同時期に開催されたジュニア・トライアスロン・サバイバーでは、レジェス、アメリカン・ドラゴンとのトリオで出場したが一回戦で獣神サンダー・ライガー & タイガーマスク & ヒートに敗れた。翌々2004年5月にはジュニアヘビー級選手らによるリーグ戦、BEST OF THE SUPER Jr.に初出場。8月には短期間ながら全日本プロレスにも参戦。12月11日には闘龍門MEXICOが主催するヤングドラゴン杯に出場し岡田かずちか、新井注一郎、堀口ひろみを下して優勝した。
2005年5月より、ブラック・タイガー (4代目)の名義で新日本に参戦。C.T.Uサポートメンバーの一員として、ライバル的存在のタイガーマスクをつけ狙い、10月8日東京ドーム大会にて、IWGPジュニアヘビー級王座とNWA世界ジュニアヘビー級王座を賭けたダブルタイトルマッチとしてタイガーと対戦、暗闇脳天落としで勝利を収め二冠王に輝いた。その後は3代目タイガーマスクとして活動した経歴を持つ金本浩二を相手に両王座の初防衛に成功を収めたが、2006年2月19日両国国技館大会において4代目タイガーに敗れて両王座から陥落した。
2007年2月より新日本を離れると、リングネームをロッキー・ロメロに戻して、プロレスリング・ノアにセミレギュラー参戦し、GHCジュニアヘビー級タッグ王座挑戦（パートナーは石森太二）や、日テレG+杯争奪ジュニアヘビー級タッグ・リーグ戦に出場した（パートナーは青木篤志）。5月にはブラック・エンペラーなる覆面レスラーとしてZERO1-MAXにも参戦し、7月にはイノキ・ゲノム・フェデレーションのダーク・マッチにロッキー・ロメロとして出場。一方でアメリカの一部のインディー団体ではブラック・タイガー名義で出場するなど、リングネームを両立して活動していた。2008年1月には金丸義信の保持するGHCジュニアヘビー級王座に挑戦したが敗戦。ノアのツアー日程を消化し終えた後に同団体への参戦が途絶え、10月に新日本が主催するG1 TAG LEAGUEにネグロ・カサスとのタッグ、カリビアン・シンジケートとして出場した。
2009年4月5日、ブラック・タイガーとして新日本が主催するResolution ‘09にて4代目タイガーと対戦したがデストロイスープレックスホールドに敗れる。カンペオナート・コントラ・マスカラと銘打たれた試合に敗れたことで、自ら覆面を脱いで自身の正体を観衆に明かすと、最後は4代目タイガーと握手を交わして退場した。

### メキシコ（2003 - 2004, 2008 - 2010）
2003年7月4日、CMLLのアレナ・メヒコ大会にて、ハバナ・ブラザー1号のリングネームで登場。ハバナ・ブラザー2号、3号らとロス・ハバナ・ブラザーズというトリオチームを結成し活動を開始する。9月12日、ボラドールJr.から勝利を収め、復活したCMLL世界スーパーライト級王座を獲得したが、11月14日に行われた防衛戦でヴィールスに敗れ王座から陥落。翌2004年にCMLLを離脱したことで、ロス・ハバナ・ブラザーズとしての活動を停止。しばらくアメリカや日本のプロレス団体を転戦していたが、12月5日に行われた大会にてCMLLに復帰。10日に行われたアレナ・メヒコ大会でヴィールスから勝利を収め、スーパーライト級王座に返り咲くことに成功。しかしそのままCMLLに定着することはなく再び離脱し王座も返上。空位となった同王座は2005年にトミー・ウィリアムズが獲得したが、ロメロは2006年1月21日にウィリアムズから勝利し、3度目の戴冠を果たした。
2008年2月1日、グレイ・シャドウなる覆面レスラーとしてCMLLに再々参戦したが、CMLLでの待遇の悪さに不満を抱き始め、10月5日にCMLLのライバル団体であるAAAに移籍。同団体主催のプエブラ大会にてサプライズで登場し、ショーン・ウォルトマン、アレックス・コズロフらと共にD-ジェネレーションMEXを結成する。2010年7月4日、ヒールユニット、ラ・レギオン・エクストランヘラに加わりルードに転向したが、9日、会社から減俸を言い渡されたことに対して不満を募らせ、AAAを退団した。

### ROH（2004 - 2005, 2007 - 2008）
2004年4月よりROHに初登場を果たすと、7月にはレジェス、ロウ・キー、ホミサイド、ユリウス・スモークスらと共にロットワイラーズを結成。8月7日、テスティング・ザ・リミットのセミファイナルにピットブルズとして出場し、CMパンク & コルト・カバナと対戦し勝利を収めてROH世界タッグ王座を奪取。B.J.ホイットマー & ダン・マッフに敗れるまで7度の防衛に成功し、ROHタッグ戦線を盛り上げたが、2005年末を最後にROHから離脱。それからしばらくの間は日本マットを中心に活動していたが、2007年1月26日に再びROHに参戦。同日にデイビー・リチャーズとオープニングマッチで激突し勝利を収めた。翌27日にはハバナピットブルズとしてブリスコ・ブラザーズ（ジェイ・ブリスコ & マーク・ブリスコ）と対戦したが、試合中の連携技の失敗が原因でレジェスと亀裂が生じる。結果的に自身は試合を放棄して退場し、一人リング上に取り残されたレジェスが敗戦を喫しピットブルズは解散。
3月31日、ROH復帰戦の際に対戦したリチャーズとロデリック・ストロングらから構成されるユニット、ノー・リモーズ・コープス（No Remorse Corps、略称 : NRC）に加入。2008年1月26日、リチャーズとのタッグで、エイジ・オブ・ザ・フォール（ジミー・ジェイコブス & タイラー・ブラック）、ザ・ハングマン・スリー（B.J.ホイットマー & ブレント・アルブライト）、オースチン・エリーズ & ブライアン・ダニエルソンとアルティメット・エンデュランス・マッチで激突し勝利、ROHタッグ王座を奪取した。

### 新日本プロレス再上陸（2010 - 現在）
2010年11月、J SPORTS CROWN主催のSUPER J TAG LEAGUEにリチャーズとのタッグ、NRCとして出場。リーグ戦を勝ち上がり決勝進出を果たしたが、邪道 & 外道に敗れ準優勝に終わる。その後、新日本を再度主戦場に移し始め、同団体のヒールユニット、CHAOSにリチャーズと共に加入。
2011年5月3日、レスリングどんたく 2011にて、NRCとしてApollo55（プリンス・デヴィット & 田口隆祐）の保持するIWGPジュニアタッグ王座に挑戦したがデヴィットのブラディサンデーに敗れた。しかし、DESTRUCTION'11で再挑戦した際には、合体技コントラクト・キラーでデヴィットから勝利を収め、自身初となるIWGPジュニアタッグ王座を戴冠した。翌2012年のレッスルキングダムVIでは敗戦を喫して同王座を手放すものの、THE NEW BEGINNINGでの再戦で勝利を収めて返り咲きに成功し、Apollo 55とのベルト争いに終止符を打つ。レスリングどんたく 2012にて防衛戦が組まれていたが、パートナーのリチャーズがアメリカで交通事故に巻き込まれたという理由により、興行に参戦できないことが前日に判明、不本意ながらジュニアタッグ王座を返上した。

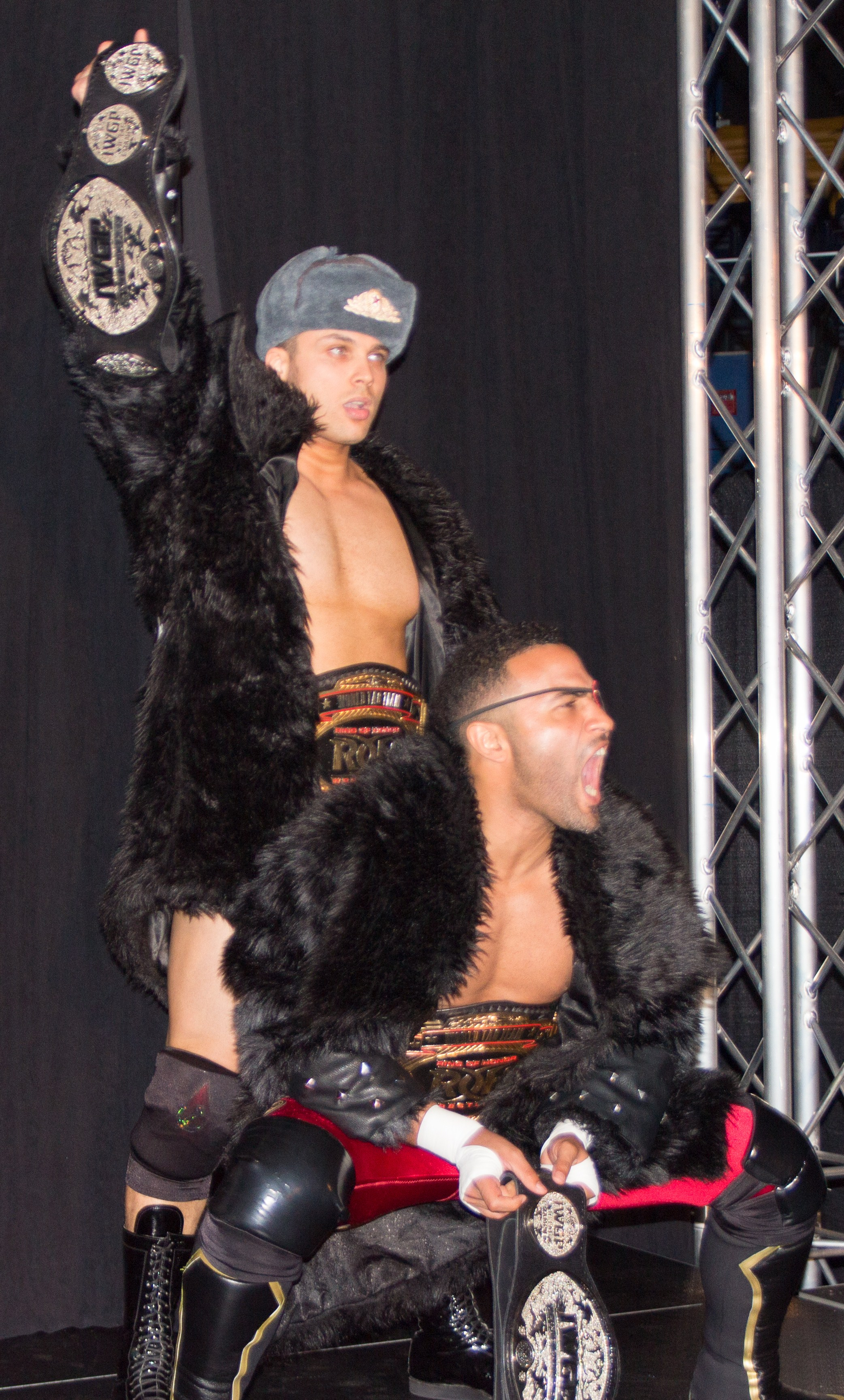
IWGPジュニアタッグ王座とROH世界タッグ王座を手にするフォーエバー・フーリガンズ（アレックス・コズロフ〈左〉 & ロッキー・ロメロ〈右〉）（2013年）

これを機にリチャーズの新日本参戦が途絶えたことでNRCとしての活動が終息したものの、LA道場時代のチームメイト、アレックス・コズロフがリチャーズと入れ替わる形で新日本に参戦。敗れずして手放した王座を取り戻すべく、コズロフと共にタッグチーム、フォーエバー・フーリガンズを結成し、自身が返上した直後にジュニアタッグ王座を手にした獣神サンダー・ライガー & タイガーマスクとKIZUNA ROAD 最終戦にて対戦し勝利、ジュニアタッグ王座を奪取した。8月26日、SWF主催の興行でアレックス・シェリー & AJキーシュを相手にジュニアタッグ王座戦を行い勝利。試合後にシェリーを二人で袋叩きにしたところをKUSHIDAに阻まれてしまい、以後新日本にてKUSHIDA & シェリーのタッグチーム、TIME SPLITTERSと抗争を開始。KING OF PRO-WRESTLING、POWER STRUGGLE、翌2013年ではTHE NEW BEGINNING、レスリングどんたく 2013と各地のビッグマッチで試合が組まれ続けては好勝負を繰り広げ、新日本ジュニアタッグ戦線の一翼を担う存在となる。スプリッターズとの対戦成績が2勝2敗で迎えた頃、DOMINION 6.22で5度目の対戦が行われ勝利、王座防衛を果たしたのと同時にスプリッターズとの一連の抗争に終止符を打った。7月27日には久々にROHに参戦し、レッドラゴン（カイル・オライリー & ボビー・フィッシュ）から勝利を収め、ROH世界タッグ王座を奪取したことで二冠王となるが、わずか1週間でROHタッグ王座から陥落。さらにはKING OF PRO-WRESTLINGにてIWGPジュニアタッグ王座も手放してしまった。フーリガンズとして再起をかけてSUPER Jr. TAG TOURNAMENTに出場したが、決勝戦でヤング・バックス（マット・ジャクソン & ニック・ジャクソン）に敗れ準優勝に終わった。2014年に入ると、新日本ジュニアタッグ戦線にヤングバックスが加わったことで苛烈を極めることとなったが、5月にパートナーのコズロフが肩を負傷し欠場、後に復帰するもののフーリガンズとしての戦績は低迷の一途をたどり、結果的にベルトを手にすることなく一年を終えた。
2015年1月、コズロフがレスラー休業を発表したことでフーリガンズとしての活動を終息。3月に新たなパートナーとして白羽の矢が立ったバレッタと共に新タッグチーム、ロッポンギ・ヴァイス（Roppongi Vice、以後「六本木ヴァイス」と表記）を結成。13日にROHの興行にてディケイド（B.J.ホイットマー & ジミー・ジェイコブス）から勝利を収め鮮烈なデビューを飾ると、翌14日にはROHタッグ王座を保持するのレッドラゴンと対戦。勝利を収めて同王座の挑戦権を獲得すると、試合終了直後にさっそく挑戦権を行使しタイトルマッチとしてレッドラゴン再戦したが、最後はバレッタが敗れて王座奪取とはならなかった。その後、六本木ヴァイスとして再び新日本に参戦し、INVASION ATTACK 2015にてヤングバックスから勝利、約一年半ぶりにIWGPジュニアタッグ王座を戴冠した。その後はヤングバックス、レッドラゴン、リコシェ & マット・サイダルといった強豪タッグらと王座争いを繰り広げ、六本木ヴァイスとしては計4度同王座を奪取。2016年11月にはSUPER Jr. TAG TOURNAMENTも制し、ジュニアタッグ戦線を盛り上げた。
2017年7月2日、バレッタのヘビー級転向に伴い六本木ヴァイスの発展的解散を発表し、DESTRUCTION in HIROSHIMAにてラストマッチを行なった。そして同興行にて行われたIWGPジュニアタッグ王座戦終了後にリングに登場すると、試合を制したファンキー・フューチャー（田口 & リコシェ）に対して新たなるタッグチームを引き連れて挑戦することをアピール。KING OF PRO-WRESTLINGにて海外武者修行中だったSHO & YOHと共にROPPONGI 3Kを結成すると、自身は田口に対抗する形でロッポンギ3Kの監督に就任し、SHO & YOHのサポート役として暗躍するようになった。
2021年5月25日、配信のAEWの『AEW Elevation』に初出場しJDドレイクと対戦した。

## 得意技
ノミスギ・ニー
ディアブロ・アームバー
スライスブレッド
フライングニーストライク
フォーエバーラリアット

## タイトル歴
CMLL
- CMLL世界スーパーライト級王座 : 3回 （初、3、5代）
- ラ・コパ・ビセテナリオ 優勝（2022年）

パートナーはミスティコ。
NWA
- NWA世界ジュニアヘビー級王座 : 1回（第108代）
- NWA世界ヒストリックウェルター級王座 : 1回（第10代）

MLW
- MLW世界ミドル級王座 : 1回（第11代）

UPW
- UPWタッグ王座

パートナーはリッキー・レジェス。
MPW
- MPWタッグチーム王座

パートナーはリッキー・レジェス。
IWC
- IWCタッグチーム王座

パートナーはリッキー・レジェス。
EWF
- EWFタッグチーム王座 : 5回（第8、11、13、19、23代）

パートナーはリッキー・レジェス×5回。
ROH
- ROH世界タッグ王座 : 3回（第10、23、37代）

パートナーはリッキー・レジェス→デイビー・リチャーズ→アレックス・コズロフ。
- トリオ・トーナメント 優勝（2005年）

パートナーはリッキー・レジェス & ホミサイド。
新日本プロレス
- IWGPジュニアヘビー級王座 : 1回（第48代）
- IWGPジュニアタッグ王座 : 8回（第29、31、33、35、41、46、49、51代）

パートナーはデイビー・リチャーズ×2回→アレックス・コズロフ×2回→バレッタ×4回。
- SUPER Jr. TAG TOURNAMENT 優勝（2016年）

パートナーはバレッタ。
闘龍門
- ヤングドラゴン杯 優勝（2004年）

DDTプロレスリング
- アイアンマンヘビーメタル級王座 : 2回（第1140、1144代）

## 入場テーマ曲
- Dale Azucar / ロッキー・ロメロ

2023年6月 - 現在まで使用。
- Nakasuzo Road[6] / ロッキー・ロメロ

2018年6月 - 2021年10月。
- RPG Vice Theme[7] / ロッキー・ロメロ

ROPPONGI VICEの公式テーマ曲。2015年3月 ‐ 2017年9月まで使用。
- Hooligans Never Say Die[8] / ロッキー・ロメロ

フォーエバー・フーリガンズの公式テーマ曲。2013年5月 ‐ 2015年1月まで使用。
- B.M.F.（Blowin' Money Fast）/ Rick Ross

2013年5月まで使用。
- Tribal Conflict[9] / 北村陽之介

2008年G1 TAG LEAGUE参戦時期のテーマ曲。